# جربانلو
جربانلو، روستایی از توابع بخش مرکزی شهرستان رزن در استان همدان ایران است.
که زبان بومی آنان ترکی میباشد. مردمان بسیار مهمان پرست و خونگرمی دارد . 
روستای زیبای جربانلو دارای مناطق گردشگری زیادی است. اعم از ( بند ، میرزابلاقی، آبشار ، قطور قیه ، خان دره ، یوسف دره ، شاه بوداغ دره ، شهیدلر ، اوچ تپه ، قله القوچ ، رشته کوه های زیبا و...) که مخصوص روستایی هاست و ورود افراد متفرقه به روستا ممنوع میباشد.
این روستا دارای قله حاجی میلی میباشد که دارای گیاهان دارویی بسیار از جمله آویشن وحشی ، چای کوهی و... همچنین دارای موسیر ، پیازچه ، سیب های وحشی ، زرشک های وحشی ، درخت ارجین ، ریواس و... میباشد.
این روستا به درختان بادام و گردو  و از همه مهمتر انگور مشهور است ، از سوغاتی های این روستا میتوان به شیره انگور ، زردالو خشک ، مویز و... نام برد.

## جمعیت
این روستا در دهستان خرقان قرار دارد و براساس سرشماری مرکز آمار ایران در سال ۱۳۹۵، جمعیت آن ۳۹۰ نفر (۱۱۹خانوار) بوده‌است.